# Tim Tolkien
Timothy Tolkien (Buckinghamshire, settembre 1962) è uno scultore inglese.

## Biografia
È il bisnipote del celebre scrittore J. R. R. Tolkien. È cresciuto nel villaggio di Hughenden Valley e ha studiato presso la Royal Grammar School a High Wycombe. Si è laureato in belle arti (scultura) presso l'Università di Reading nel 1981.

## Opere
| Opera                            | Locazione                                        | Anno             | Immagine | Coordinate             | Note                                                              |
| -------------------------------- | ------------------------------------------------ | ---------------- | -------- | ---------------------- | ----------------------------------------------------------------- |
| James Watt's Mad Machine         | Winson Green Metro station                       | 1998             |          | 52.497216°N 1.93129°W  | Supportata da Eric Klein Velderman, Paula Woof e studenti locali. |
| Lanchester Car Monument          | Nechells                                         | 1995             |          | 52.493°N 1.8729°W      | Sul sito dello sviluppo della prima auto britannica a benzina     |
| Mosaics                          | Menzies High School, Sandwell                    |                  |          |                        | Con Eric Klein Velderman e studenti.                              |
| Millennium                       | St.Nicholas School, Kenilworth                   | 2001             |          |                        | Con studenti                                                      |
| Dragonfly                        | Hembrook Infants and Junior school, Warwickshire | maggio 2003      |          |                        | Con Emma Dicks                                                    |
| Gateway                          | Belle Vue Primary School, Stourbridge            |                  |          |                        | [ 6 ]                                                             |
| Triumphal arch/Archway           | Springhallow School, Ealing                      |                  |          |                        | Con studenti.                                                     |
| Memorial to Sir Cedric Hardwicke | Lye, West Midlands                               | novembre 2005    |          | 52.458776°N 2.117764°W |                                                                   |
| Bluebell                         | Sot's Hole Local Nature Reserve, West Bromwich   | 2008             |          | 52.527268°N 1.984727°W | [ 8 ]                                                             |
| Gate                             | Sot's Hole Local Nature Reserve, West Bromwich   | 2008             |          | 52.527202°N 1.984665°W | [ 8 ]                                                             |
| Gates                            | RSPB Sandwell Valley, Sandwell                   |                  |          | 52.535371°N 1.947992°W |                                                                   |
| Sentinel                         | Castle Bromwich, Bromwich                        | 14 novembre 2000 |          | 52.5134°N 1.7981°W     |                                                                   |
| Cardinal Newman                  | Cofton Park, Birmingham                          | 2010             | [ 9 ]    |                        |                                                                   |
| Gate                             | Holly Wood Local Nature Reserve, Sandwell        | 2012             |          | 52.548281°N 1.925456°W | [ 10 ]                                                            |

Tolkien ha anche intrapreso la riprogettazione della stazione ferroviaria di Lea Hall a Birmingham con Eric Klein Velderman e completato nel 1998).